# Liste der Kulturdenkmale in Hochheim (Erfurt)
Die Liste der Kulturdenkmale in Hochheim enthält die Kulturdenkmale des Stadtteils Hochheim der thüringischen Landeshauptstadt Erfurt, die vom Thüringischen Landesamt für Denkmalpflege und Archäologie als Bau- und Kunstdenkmale auf dem Gebiet der Stadt mit Stand vom 20. März 2014 erfasst wurden.

## Legende
- Bild: zeigt ein Bild des Kulturdenkmals und gegebenenfalls einen Link zu weiteren Fotos des Kulturdenkmals im Medienarchiv Wikimedia Commons
- Bezeichnung: Name, Bezeichnung oder die Art des Kulturdenkmals
- Lage: Wenn vorhanden Straßenname und Hausnummer des Kulturdenkmals; Grundsortierung der Liste erfolgt nach dieser Adresse. Der Link Karte führt zu verschiedenen Kartendarstellungen und nennt die Koordinaten des Kulturdenkmals.
 Kartenansicht, um Koordinaten zu setzen – in dieser Kartenansicht sind Kulturdenkmale ohne Koordinaten mit einem roten bzw. orangen Marker dargestellt und können in der Karte gesetzt werden. Kulturdenkmale ohne Bild sind mit einem blauen bzw. roten Marker gekennzeichnet, Kulturdenkmale mit Bild mit einem grünen bzw. orangen Marker.
- Datierung: gibt das Jahr der Fertigstellung beziehungsweise das Datum der Erstnennung oder den Zeitraum der Errichtung an
- Beschreibung: bauliche und geschichtliche Einzelheiten des Kulturdenkmals, vorzugsweise die Denkmaleigenschaften
- ID: Die ID identifiziert das Kulturdenkmal eindeutig. In Thüringen sind aktuell keine IDs veröffentlicht. In der ID-Spalte kann sich auch folgendes Icon  befinden, dies führt zu Angaben zu diesem Kulturdenkmal bei Wikidata.

## Liste der Kulturdenkmale in Hochheim
| Bild                                    | Bezeichnung                                   | Lage                                                | Datierung | Beschreibung                                                                                   | ID |
| --------------------------------------- | --------------------------------------------- | --------------------------------------------------- | --------- | ---------------------------------------------------------------------------------------------- | -- |
| weitere Bilder Fotos hochladen          | Flutgrabenanlage: Kanal und Park              | Flur 9 / Flurstücke 43/7, 43/8, 154, 209/40 (Karte) |           | einzelnes Kulturdenkmal                                                                        |    |
| Direkt Bild zu diesem Denkmal hochladen | Grenzstein(e)                                 | u.a. im Steiger                                     |           | einzelnes Kulturdenkmal                                                                        |    |
| weitere Bilder Fotos hochladen          | Dreienbrunnenquelle                           | Flur 9 / Flurstück 210/43 (Karte)                   |           | einzelnes Kulturdenkmal                                                                        |    |
| weitere Bilder Fotos hochladen          | Grabmal Czekalla mit Kriegsgrab Karl Czekalla | Am Angerberg, auf dem Friedhof (Karte)              |           | einzelnes Kulturdenkmal                                                                        |    |
| weitere Bilder Fotos hochladen          | Grabmal Czekalla/Wolle                        | Am Angerberg, auf dem Friedhof (Karte)              |           | einzelnes Kulturdenkmal                                                                        |    |
| weitere Bilder Fotos hochladen          | Grabmal Döring                                | Am Angerberg, auf dem Friedhof (Karte)              |           | einzelnes Kulturdenkmal                                                                        |    |
| weitere Bilder Fotos hochladen          | Grabmal Döring/Gallinger                      | Am Angerberg, auf dem Friedhof (Karte)              |           | einzelnes Kulturdenkmal                                                                        |    |
| weitere Bilder Fotos hochladen          | Grabmal Eugen Keller                          | Am Angerberg, auf dem Friedhof (Karte)              |           | einzelnes Kulturdenkmal                                                                        |    |
| weitere Bilder Fotos hochladen          | Grabmal Familie Esche                         | Am Angerberg, auf dem Friedhof (Karte)              |           | einzelnes Kulturdenkmal                                                                        |    |
| weitere Bilder Fotos hochladen          | Grabmal Familie Rassbach                      | Am Angerberg, auf dem Friedhof (Karte)              |           | einzelnes Kulturdenkmal                                                                        |    |
| weitere Bilder Fotos hochladen          | Grabmal Gloria                                | Am Angerberg, auf dem Friedhof (Karte)              |           | einzelnes Kulturdenkmal                                                                        |    |
| BW                                      | Grabmal Heinemann                             | Am Angerberg, auf dem Friedhof (Karte)              |           | einzelnes Kulturdenkmal                                                                        |    |
| Direkt Bild zu diesem Denkmal hochladen | Grabmal Heinrich Schulte                      | Am Angerberg, auf dem Friedhof                      |           | einzelnes Kulturdenkmal                                                                        |    |
| weitere Bilder Fotos hochladen          | Grabmal Kurt Kunert                           | Am Angerberg, auf dem Friedhof (Karte)              |           | einzelnes Kulturdenkmal                                                                        |    |
| Direkt Bild zu diesem Denkmal hochladen | Grabmal Schwarz                               | Am Angerberg, auf dem Friedhof                      |           | einzelnes Kulturdenkmal                                                                        |    |
| weitere Bilder Fotos hochladen          | Grabmal Seifert                               | Am Angerberg, auf dem Friedhof (Karte)              |           | einzelnes Kulturdenkmal                                                                        |    |
| weitere Bilder Fotos hochladen          | Grabmal Streichardt                           | Am Angerberg, auf dem Friedhof (Karte)              |           | einzelnes Kulturdenkmal                                                                        |    |
| weitere Bilder Fotos hochladen          | Grabmal Wilhelm und Johanna Czekalla          | Am Angerberg, auf dem Friedhof (Karte)              |           | einzelnes Kulturdenkmal                                                                        |    |
| weitere Bilder Fotos hochladen          | Mauergrab Bormann                             | Am Angerberg, auf dem Friedhof (Karte)              |           | einzelnes Kulturdenkmal                                                                        |    |
| weitere Bilder Fotos hochladen          | Mauergrab Görlach                             | Am Angerberg, auf dem Friedhof (Karte)              |           | einzelnes Kulturdenkmal                                                                        |    |
| weitere Bilder Fotos hochladen          | Mauergrab Heidrich                            | Am Angerberg, auf dem Friedhof (Karte)              |           | einzelnes Kulturdenkmal                                                                        |    |
| weitere Bilder Fotos hochladen          | Mauergrab Hunold                              | Am Angerberg, auf dem Friedhof (Karte)              |           | einzelnes Kulturdenkmal                                                                        |    |
| weitere Bilder Fotos hochladen          | Mauergrab Lettau                              | Am Angerberg, auf dem Friedhof (Karte)              |           | einzelnes Kulturdenkmal                                                                        |    |
| weitere Bilder Fotos hochladen          | Kapelle                                       | Am Angerberg, auf dem Friedhof (Karte)              |           | einzelnes Kulturdenkmal                                                                        |    |
| weitere Bilder Fotos hochladen          | Kruzifix                                      | Am Angerberg, auf dem Friedhof (Karte)              |           | einzelnes Kulturdenkmal                                                                        |    |
| weitere Bilder Fotos hochladen          | Evangelische Pfarrkirche St. Johannes         | Am Angerberg o. Nr. (Karte)                         | 1883      | einzelnes Kulturdenkmal                                                                        |    |
| weitere Bilder Fotos hochladen          | Gehöft                                        | Am Angerberg 22 (Karte)                             |           | einzelnes Kulturdenkmal                                                                        |    |
| weitere Bilder Fotos hochladen          | Einfriedung                                   | Am Angerberg 22 (Karte)                             |           | einzelnes Kulturdenkmal                                                                        |    |
| weitere Bilder Fotos hochladen          | Wohnhausfassade                               | Am Angerberg 23 (Karte)                             |           | einzelnes Kulturdenkmal                                                                        |    |
| weitere Bilder Fotos hochladen          | Torpfosten                                    | Am Angerberg 23 (Karte)                             |           | einzelnes Kulturdenkmal                                                                        |    |
| weitere Bilder Fotos hochladen          | Gefallenendenkmal Turnverein                  | Am Elsterberg o. Nr. (Karte)                        |           | Ehrenmal (1932) für im Ersten Weltkrieg gefallene Turner aus Hochheim; einzelnes Kulturdenkmal |    |
| weitere Bilder Fotos hochladen          | Kruzifix                                      | Dornrain bei Hausnr. 10 (Karte)                     |           | einzelnes Kulturdenkmal                                                                        |    |
| BW                                      | Gartenbauausstellung / iga 61, ega            | Gemarkung Hochheim 7, 8 (Karte)                     |           | einzelnes Kulturdenkmal; Historische Park- und Gartenanlage                                    |    |
| weitere Bilder Fotos hochladen          | Kruzifix                                      | Hochheimer Platz o. Nr. (Karte)                     |           | einzelnes Kulturdenkmal                                                                        |    |
| weitere Bilder Fotos hochladen          | Tor                                           | Hochheimer Platz o. Nr. (Karte)                     |           | einzelnes Kulturdenkmal                                                                        |    |
| weitere Bilder Fotos hochladen          | Gasthaus Hochheimer Schlößchen                | Hochheimer Platz 11 (Karte)                         |           | einzelnes Kulturdenkmal                                                                        |    |
| weitere Bilder Fotos hochladen          | Gehöft                                        | Hochheimer Platz 12 (Karte)                         |           | einzelnes Kulturdenkmal                                                                        |    |
| weitere Bilder Fotos hochladen          | Katholische Kapelle "Maria am Wege"           | Kapellenstraße (Karte)                              | 1774      | mit Ausstattung; einzelnes Kulturdenkmal                                                       |    |
| weitere Bilder Fotos hochladen          | Wohnhaus                                      | Poststraße 22 (Karte)                               |           | einzelnes Kulturdenkmal                                                                        |    |
| weitere Bilder Fotos hochladen          | Wohnhaus, ehemals Mietpostgebäude             | Poststraße 23 (Karte)                               |           | einzelnes Kulturdenkmal                                                                        |    |
| weitere Bilder Fotos hochladen          | Katholische Pfarrkirche St. Bonifatius        | Wagdstraße o. Nr. (Karte)                           | 1931      | mit Ausstattung; einzelnes Kulturdenkmal                                                       |    |
| weitere Bilder Fotos hochladen          | Kirchhof                                      | Wagdstraße o. Nr. (Karte)                           |           | mit Grabmalen und Einfriedung; einzelnes Kulturdenkmal                                         |    |
| weitere Bilder Fotos hochladen          | Gehöft                                        | Wagdstraße 6 (Karte)                                |           | einzelnes Kulturdenkmal                                                                        |    |
| weitere Bilder Fotos hochladen          | Wohnhaus                                      | Wagdstraße 11 (Karte)                               |           | einzelnes Kulturdenkmal                                                                        |    |
| weitere Bilder Fotos hochladen          | Wohnhaus                                      | Wagdstraße 17 (Karte)                               |           | einzelnes Kulturdenkmal                                                                        |    |
| weitere Bilder Fotos hochladen          | Wohnhaus                                      | Wagdstraße 24 (Karte)                               |           | einzelnes Kulturdenkmal                                                                        |    |
| weitere Bilder Fotos hochladen          | Gehöft                                        | Wagdstraße 26 (Karte)                               |           | einzelnes Kulturdenkmal                                                                        |    |
| weitere Bilder Fotos hochladen          | Wohnhaus Kellerburg                           | Wartburgstraße 33 (Karte)                           |           | mit Ausstattung; einzelnes Kulturdenkmal                                                       |    |
| BW                                      | Garten                                        | Wartburgstraße 33 (Karte)                           |           | einzelnes Kulturdenkmal                                                                        |    |
| BW                                      | Wohnhaus                                      | Winzerstraße 22 (Karte)                             |           | einzelnes Kulturdenkmal                                                                        |    |

## Ehemalige Kulturdenkmale in Hochheim
| Bild | Bezeichnung | Lage               | Datierung | Beschreibung                                  | ID |
| ---- | ----------- | ------------------ | --------- | --------------------------------------------- | -- |
| BW   | Wohnhaus    | Dornrain 8 (Karte) |           | Wohnhaus + Skulptur Kindergarten + Skulpturen |    |